# Dicyphus rubi
Dicyphus rubi är en insektsart som beskrevs av Knight 1968. Dicyphus rubi ingår i släktet Dicyphus och familjen ängsskinnbaggar. Inga underarter finns listade i Catalogue of Life.